# María de Huerva
María de Huerva est une commune d’Espagne, dans la province de Saragosse, communauté autonome d'Aragon, Comarque de Saragosse.